# Кенконс
Кинконс (Кенконс) — в ландшафтной архитектуре способ посадки деревьев на открытом пространстве рядами в шахматном порядке, обеспечивающем видимость по диагональным направлениям между стволами.
Кроны должны быть подстрижены по одной линии, стволы внизу открыты. Приём чаще использовался в регулярном стиле, при создании собственных садиков.
Название произошло от французского слова «quinconce», что значит «в шахматном порядке».

### Некоторые примеры кинконсов на местности
- В Верхнем саду Петергофа есть липовый кенконс из 4-х рядов.
- Липовый кинконс (планировка 1780-х гг.) присутствует в собственном садике Павловского парка[2][3].
- В Придворцовом районе Павловского парка на участке Больших Кругов (распланированы в 1799 году) есть ещё один кинконс[4].
- Площадь Кинконс во французском Бордо названа так из-за посаженных вокруг неё деревьев в подобном стиле[5].